# Plan des pistes
 (décembre 2023).

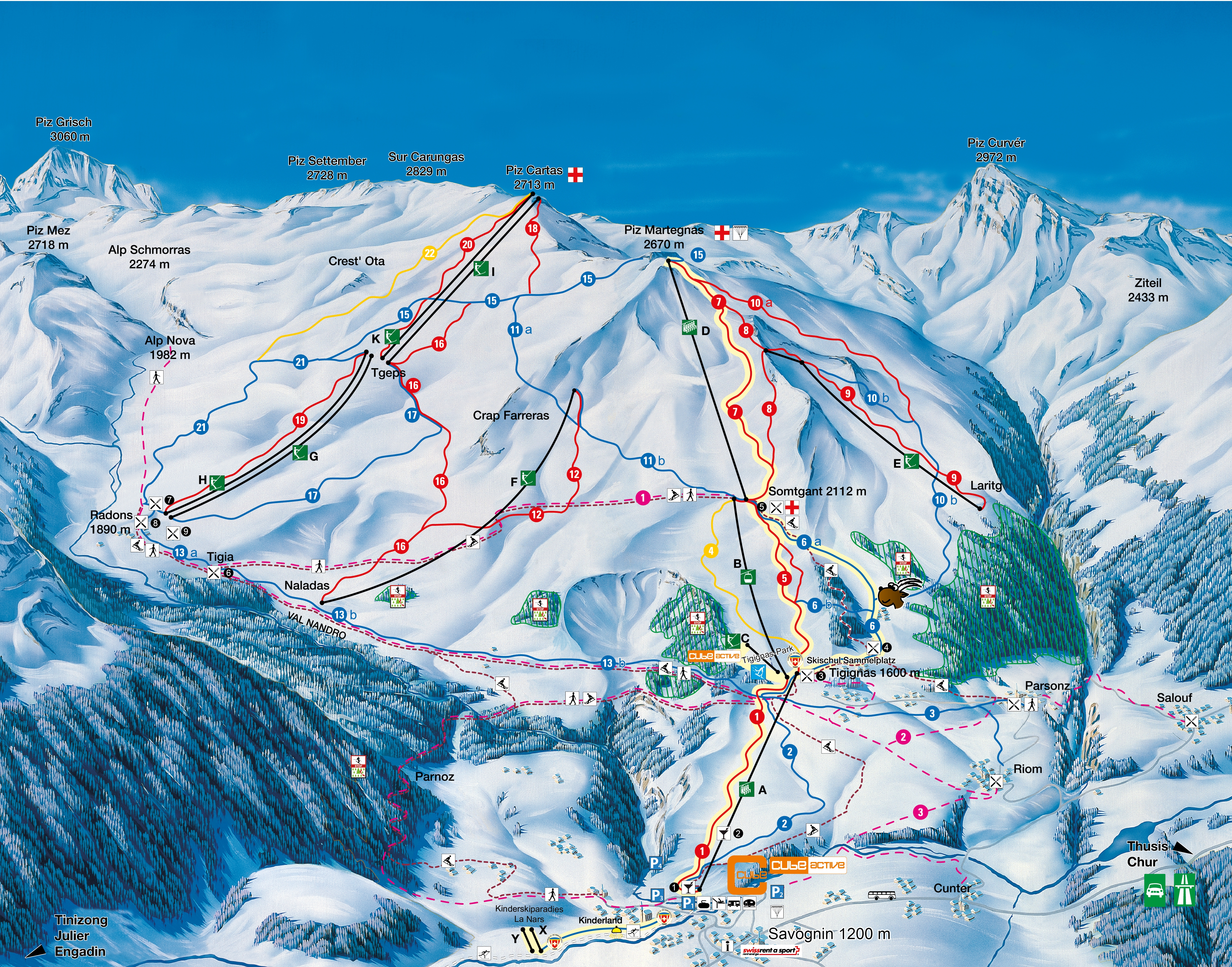
Plan des pistes de ski 2015 de Savognin en Suisse

Un plan des pistes est une représentation cartographique d'un réseau de pistes, généralement de ski. Il facilite ainsi le déplacement et le parcours dans un réseau de pistes de circulation. En fonction des aménagements, il peut évoluer chaque année.

## Stations de ski
Dans une station de ski, le plan des pistes permet au skieur de se repérer à l'intérieur du domaine skiable avec une représentation schématique des versants de montagne et des principaux sommets alentour. Chaque piste y est indiquée d'abord par un trait courbe coloré suivant la difficulté de la piste puis par son nom ou par un numéro identifiant. Les remontées mécaniques sont également figurés, le plus souvent avec des traits droits noirs. Le plan des pistes est mis à disposition au format papier lors de l'achat du forfait ou sur le site internet de la station, au format téléchargeable PDF. Il est souvent également indiqué au départ des principales remontées mécaniques avec un panneau lumineux. Les pistes de ski de fond peuvent aussi être représentées, soit sur le même plan que les pistes de ski alpin, soit sur un plan des pistes spécifique.
Ces documents sont des cartes panoramiques distordant partiellement la réalité du terrain afin de présenter lisiblement et clairement l’ensemble d’un domaine skiable. En France, Pierre Novat, peintre originaire de Val d’Isère, a réalisé plus de 200 panoramas pour différentes stations. En Autriche, Heinrich C. Berann puis son élève Heinz Vielkind sont également à l’origine de plans de stations ou de panoramas, comme ceux des Jeux olympiques d’Innsbrück. Aux États-Unis, les précurseurs sont dans les années 1960 à 1970 Don Moss et Hal Shelton, avant que Bill Brown ne prenne le relais, puis cède sa place à James Niehues, qui a également créé plus de 200 plans de pistes pour des stations renommées comme Aspen.
Les créateurs de ces plans se basent généralement sur des vues aériennes des domaines et des cartes détaillées pour réaliser leurs représentations, en amplifiant ensuite les éléments les plus importants pour les visiteurs. Plus récemment, des logiciels sont apparus pour aider à réaliser ces plans, avec toutefois une dimension artistique moins présente en comparaison avec les travaux des peintres ou des cartographes.

## Détournements
En 2018, à la suite des épisodes neigeux en région parisienne, des plans des pistes de Paris sont imaginés, reprenant les codes de ceux des stations de ski.